# アッシャー症候群
アッシャー症候群（アッシャーしょうこうぐん、英:Usher syndrome）は、比較的希な常染色体劣性の遺伝子疾患で、難聴と網膜色素変性を併発する。現在、10の遺伝子の変異が原因であることが分かっている。現在、治療法は確立されていないが、将来、遺伝子治療によって直すことが出来るようマウスを使った実験が進められている。

## 症状
アッシャー症候群は、難聴と、徐々に失われていく視力で特徴付けられる。難聴の原因は内耳の障害に因り、視力の障害は網膜の細胞が変性することによって起こる網膜色素変性が原因である。通常は網膜の桿状体細胞が先に障害され、この為夜盲症が起こり、徐々に周辺視力が失われていく。一方、黄斑にある錐体細胞が先に失われるために、中心視力が失われる場合もある。
臨床的には、三種類のタイプに分類され、Type I, II, IIIと呼ばれる。

### Type I
Type Iのアッシャー症候群は、生まれつき殆ど音が聞こえず、早い時期に網膜色素変性が始まる。このタイプの疾患を持つ患者は、平衡感覚障害（前庭の異常による)も持っているために歩き始めるのが遅い。

### Type II
Type IIのアッシャー症候群の場合は、生まれつき音が全く聞こえないわけではないが、やはり難聴がある。平衡感覚には明かな障害はない。10歳代までには視力も失われ始めるが、中年になるまである程度の視力を保つこともある。

### Type III
Type IIIのアッシャー症候群の場合には、生まれつきの難聴は無いが、次第に聴覚と視力が失われる。平衡感覚は障害される場合とされない場合の両方がある。

## 原因遺伝子

### Type Iの原因遺伝子
- CDH23
- MYO7A
- PCDH15
- USH1C
- USH1G

これらの遺伝子は、どれも内耳構造の発生と維持に関係しており、特に音や動きによる信号を脳に伝える有毛細胞の働きに重要な役割を果たしている。これらの遺伝子は、網膜の発生と維持にも重要な働きをしている。

### Type II の原因遺伝子
- USH2A
- GPR98
- DFNB31

### Type III の原因遺伝子
- USH3A

## 歴史
アッシャー症候群は、イギリスの眼科医 Charles Usherによって名付けられた。Usherは1914年に69人の患者について病理学的、および遺伝学的な報告をしている。しかし、実際には同じ症状が1858年に眼科医 Albrecht von Gräfeによって既に報告されていた。